# Kościół św. Bartłomieja Apostoła w Osieku Wielkim
Kościół św. Bartłomieja Apostoła w Osieku Wielkim – rzymskokatolicki kościół parafialny należący do parafii pod tym samym wezwaniem (dekanat kolski diecezji włocławskiej).
Świątynia została wzniesiona w 1890 roku, natomiast konsekrowana została 15 września 1905 roku przez biskupa Stanisława Zdzitowieckiego na miejscu poprzedniej. Budowla jest murowana, reprezentuje styl neogotycki, wzmocniona jest przyporami, posiada wieżę od frontu o wysokości ponad 30 metrów. Kościół składa się z trzech naw. Nawa środkowa jest wyższa od naw bocznych, jej wysokość to 18 metrów. Polichromia ze scenami biblijnymi wykonana w latach 1904-1905, została odnowiona w latach 1978-1979 podczas urzędowania księdza proboszcza Stefana Wilmowskiego przez malarzy poznańskich. We wnętrzu świątyni znajdują się trzy ołtarze ścienne: główny i dwa boczne – w stylu neogotyckim, wykonane z drewna dębowego. Do wyposażenia kościoła należą także: barokowa chrzcielnica – monolit wykonana z piaskowca w formie kielicha, późnogotycka kropielnica duża, wykonana z piaskowca, stare 10-głosowe organy typu mechanicznego, a także trzy dzwony. Świątynię i wieżę nakrywa blacha ocynkowana i pomalowana.